# St. Antonius (Niederdrees)

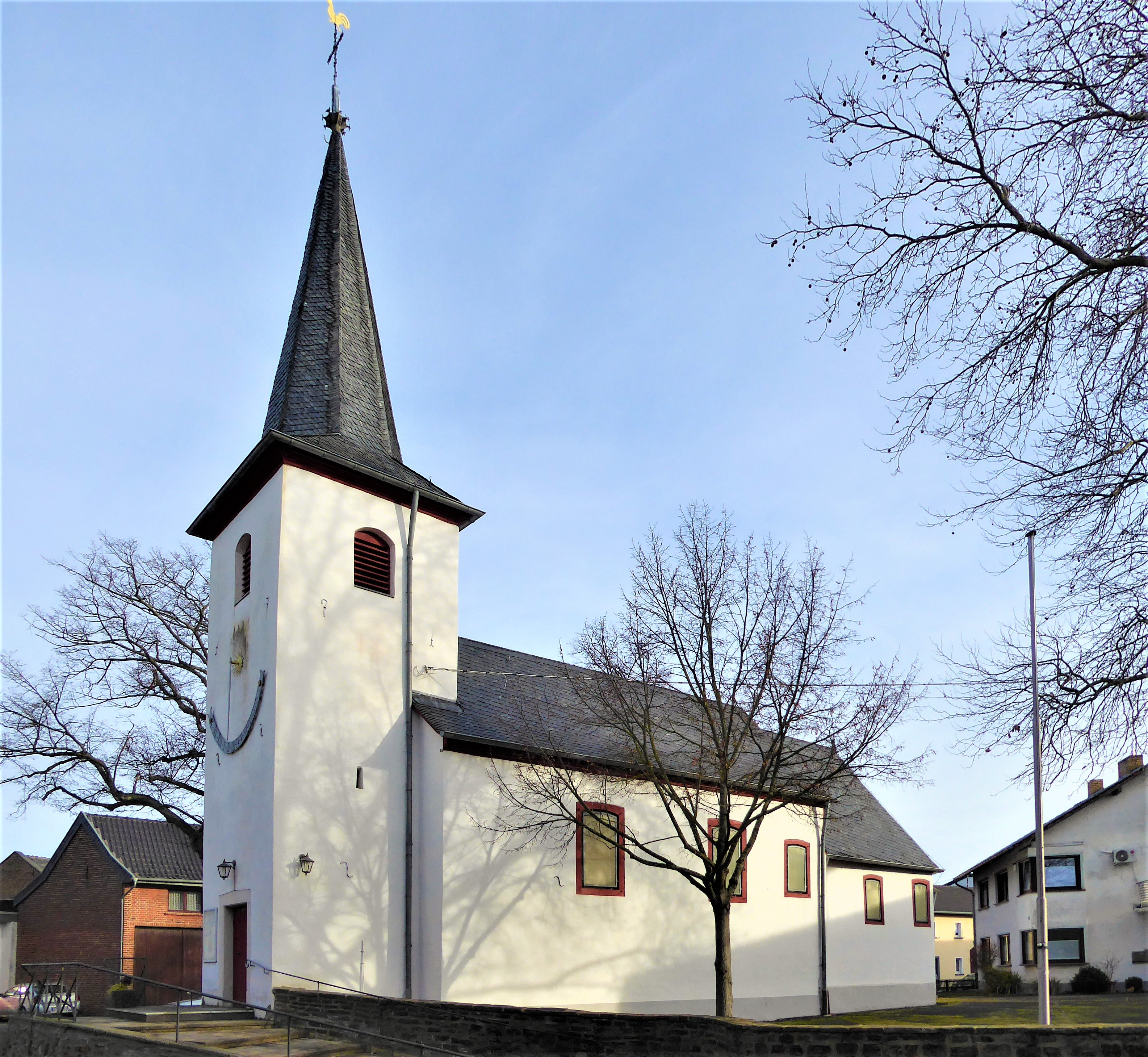
Blick vom Süden (Kirchgasse) auf St. Antonius, 2022

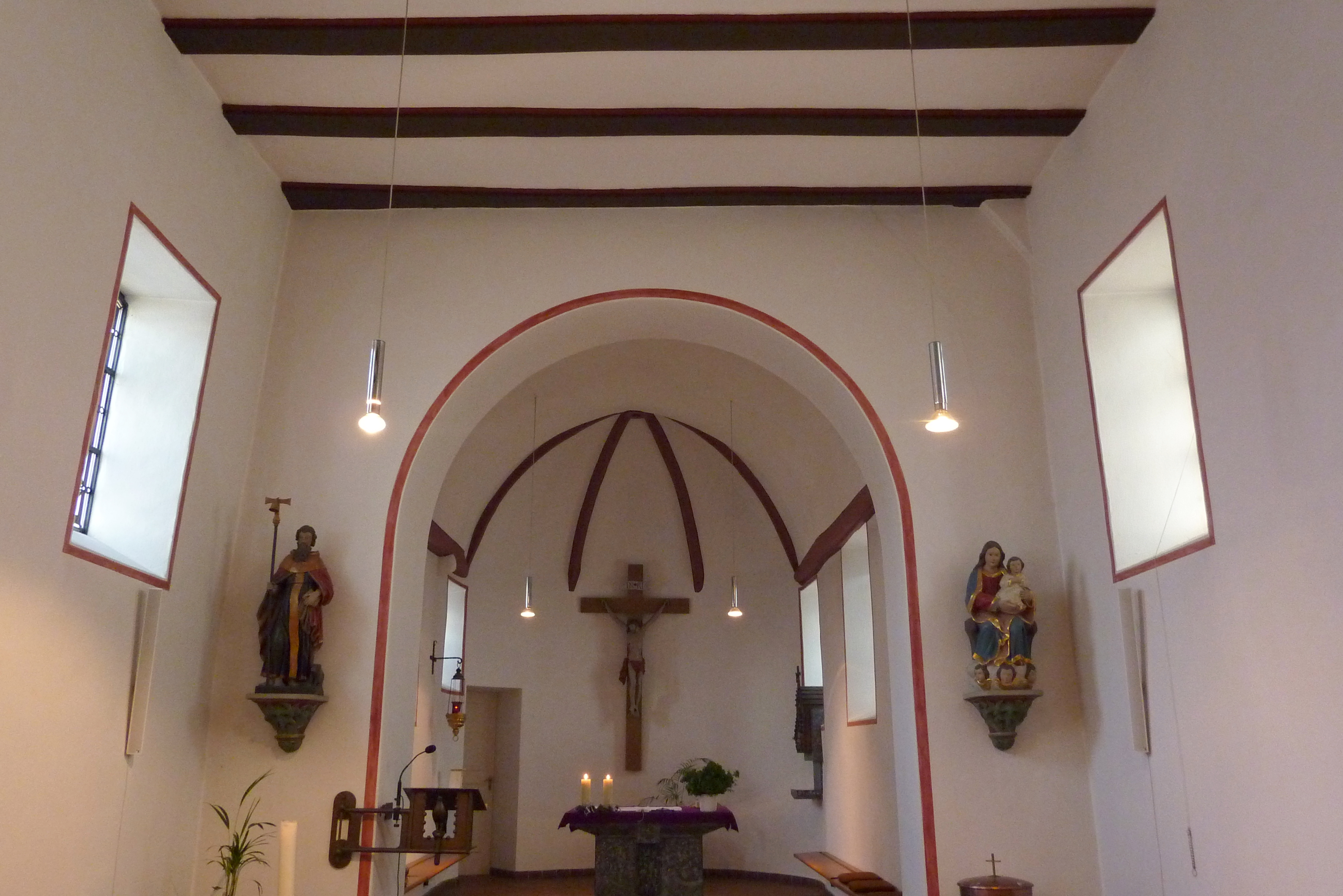
Der Innenraum, Blick in den Kirchenchor, 2011

Die römisch-katholische Kirche St. Antonius in der zur Stadt Rheinbach gehörenden Ortschaft Niederdrees geht auf einen Kirchbau aus dem 13. Jahrhundert zurück. Das an der Kirchgasse 1 liegende Gebäude steht seit 1994 unter Denkmalschutz.
Schutzpatron der Kirche ist der heilige Antonius der Einsiedler. Den Baukern der Kirche bildet eine aus dem 13. Jahrhundert stammende Kapelle, die heute als Chor- und Altarraum genutzt wird. Sie unterstand dem Dekanat des Propstes des Kanonikerstiftes St. Georg zu Köln. Der Kapelle wurde im Jahr 1771 ein größerer Kirchraum vorgebaut. 1781 wurde an dessen Westfront der Kirchturm angefügt. Der einschiffige Bruchsteinbau ist verputzt, die Dächer sind schiefergedeckt. Der Turm verfügt über drei Geschosse.
Der Chor enthält zwei, das Schiff drei Fensterachsen. 1970 wurden die Fenster der Kirche ausgetauscht. Der Glasmaler Franz Pauli schuf in Blei gefasste geometrische Kompositionen auf Antikglas. Auf einem Chorfenster sind die Symbole der Eucharistie zu erkennen: Ähren und Trauben. Der Altar, der Tabernakel und die Kanzel wurden von Heinz Gernot gefertigt.
Im Jahr 1978 erhielt die Kirche einen weißen Anstrich. Zu dem Zeitpunkt wurde eine markante Sonnenuhr am Turm installiert. In den Jahren 1982 bis 1986 erfolgte eine umfangreiche Außen- und Innenrestaurierung. 1988 wurde eine zweite Glocke in den Turm gehängt. Zum Jahresbeginn 2007 wurde die Kirchengemeinde Sankt Antonius Niederdrees aufgelöst und mit der Pfarrei Sankt Ägidius in Oberdrees zusammengelegt. Diese zusammengelegte Kirchengemeinde bestand bis Ende 2009; seit 2010 bildet St. Antonius mit 10 anderen Kirchen die Pfarrgemeinde St. Martin Rheinbach im Kreisdekanat Rhein-Sieg-Kreis des Erzbistums Köln.